# Mistrovství České republiky v rallye 2021

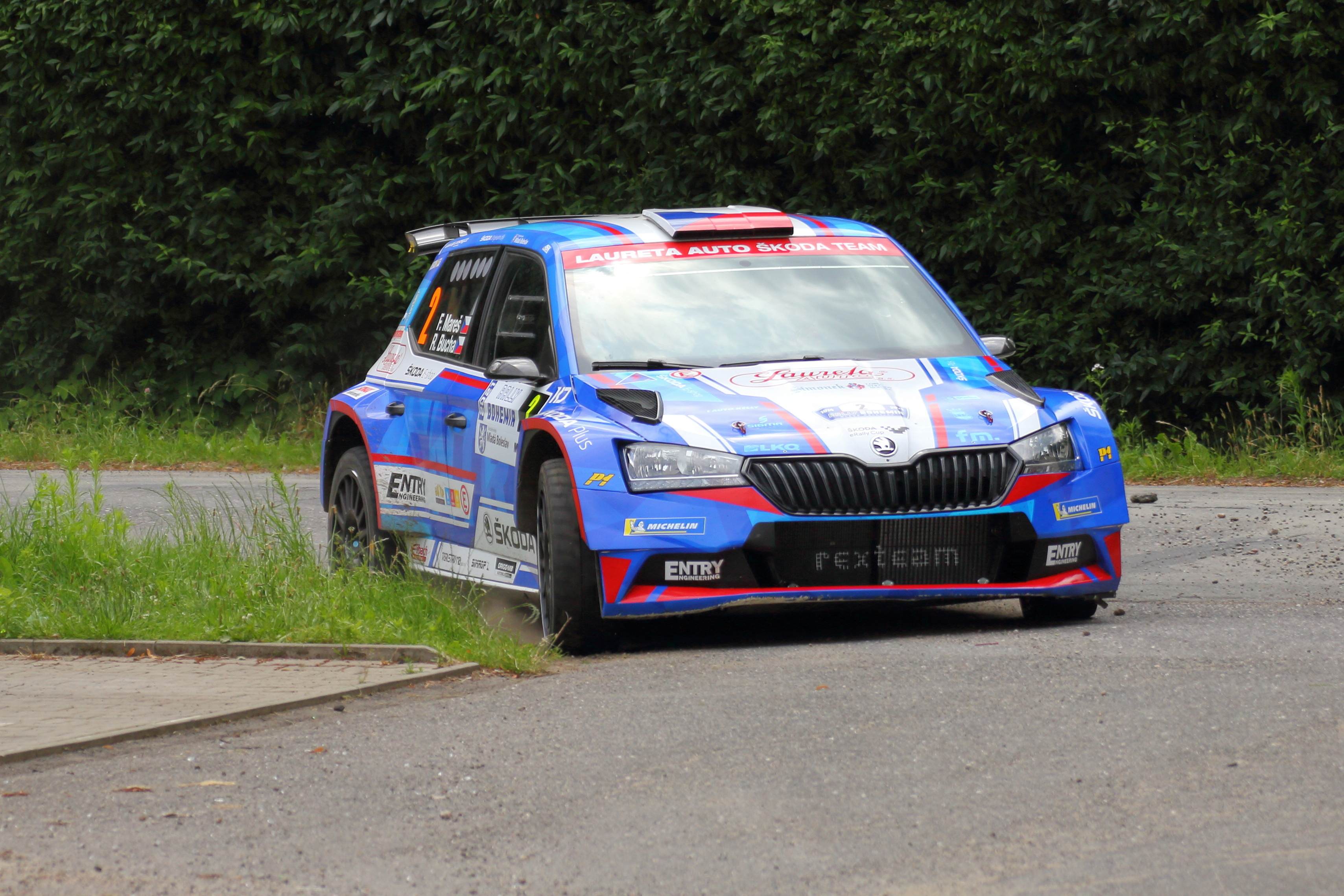
Filip Mareš s vozem Škoda Fabia Rally2 evo skončil druhý

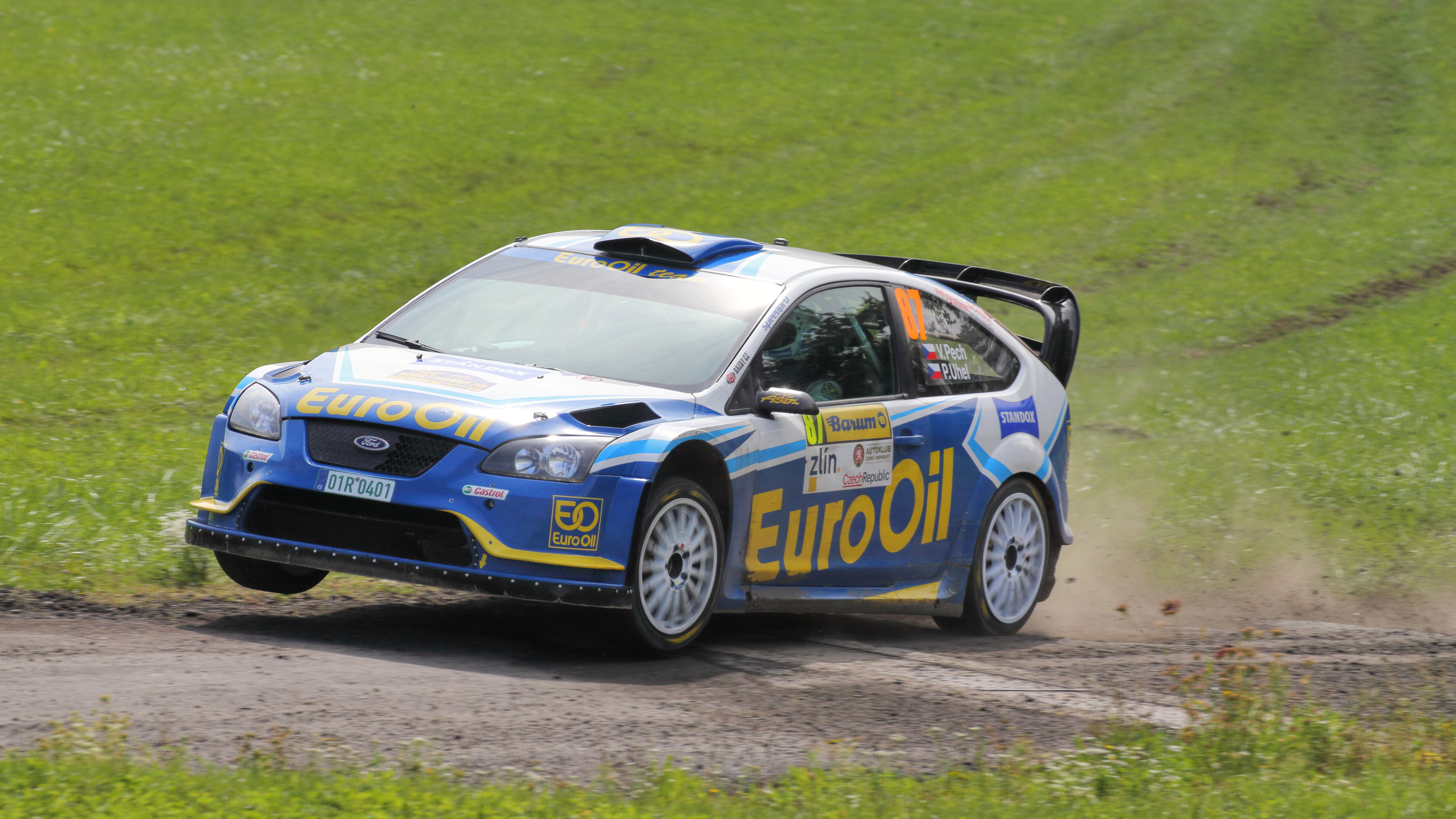
Obhájce titulu Václav Pech s Fordem Focus RS WRC '06 skončil třetí

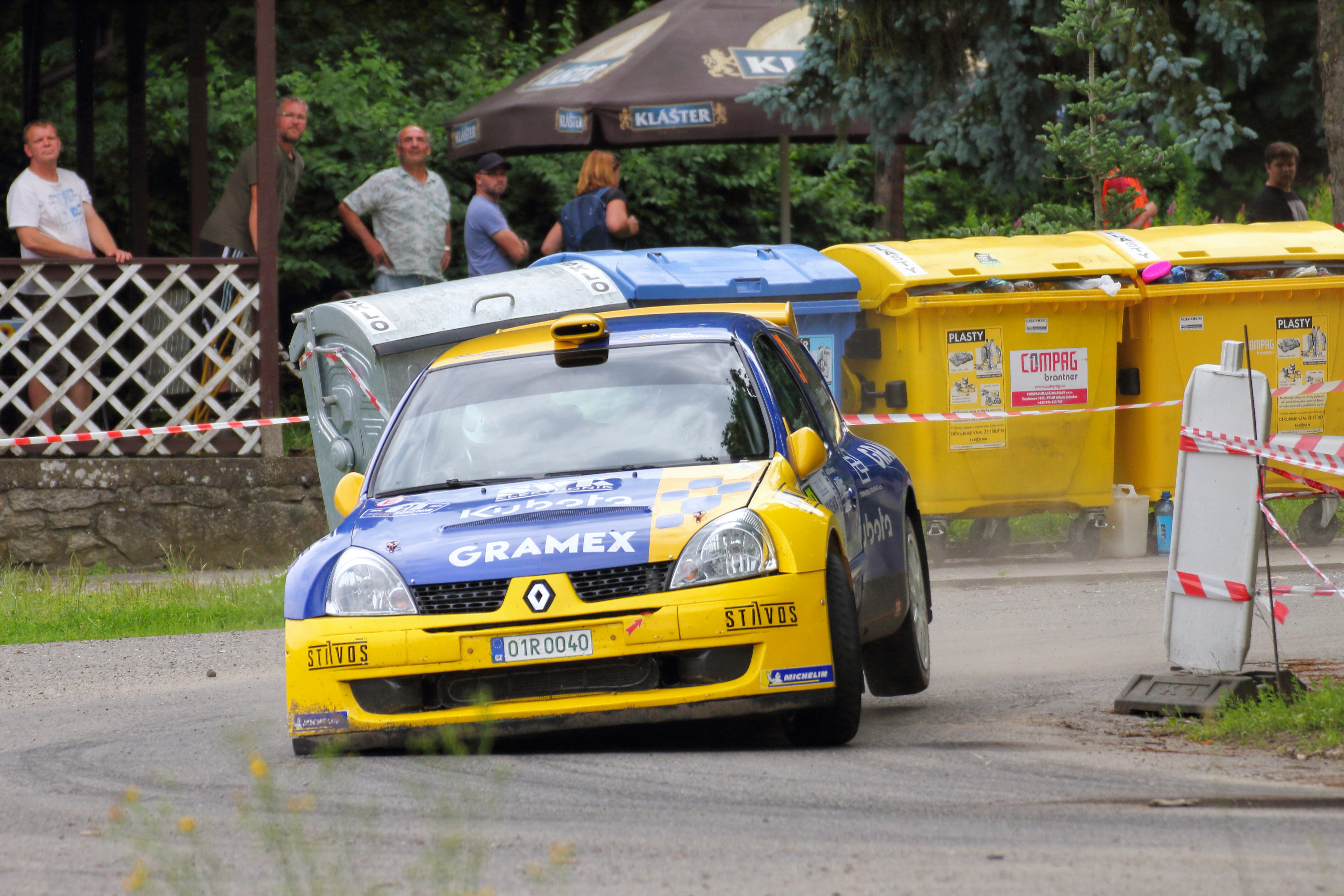
Renault Clio S1600 Jana Dohnala byl nejrychlejší mezi vozy s jednou poháněnou nápravou

Mistrovství České republiky v rallye 2021 zahrnovalo celkem sedm vypsaných podniků, oproti předcházejícímu ročníku došlo k přesunu Rallye Český Krumlov z jarního termínu na podzimní. Da šampionátu se také vrátily Valašská rallye, Rally Hustopeče, Rallye Šumava a Barum rallye. Titul získal Jan Kopecký před Filipem Marešem a obhájcem titulu Václavem Pechem.

## Kalendář
| Poř. | Datum                           | Název                                     | Město             |
| ---- | ------------------------------- | ----------------------------------------- | ----------------- |
| 1.   | 26.–28. března                  | 39. Koway Valašská rally ValMez 2021      | Valašské Meziříčí |
| 2.   | 8.–9. května                    | 55. Rallye Šumava Klatovy 2021            | Klatovy           |
| 3.   | 18.–19. června                  | 16. Agrotec Petronas Rally Hustopeče 2021 | Hustopeče         |
| 4.   | 9.–11. července                 | 48. Rally Bohemia 2021                    | Mladá Boleslav    |
| 5.   | 27.–29. srpna                   | 50. Barum Czech Rally Zlín 2021           | Zlín              |
| 6.   | 1.–3. října                     | 42. Invelt Rally Pačejov 2021             | Horažďovice       |
| 7.   | 21.–22. května 12-14. listopadu | 48. Rallye Český Krumlov 2021             | Český Krumlov     |

## Změny před sezonou
- Škoda Motorsport přestala účinkovat jako plnohodnotný tovární tým v šampionátu, svou podporu rozdělila mezi 8 soukromých týmů zahrnujících:
  -  Agrotec Škoda Team (Kopecký)
  -  Laureta Auto Škoda Team (Mareš)
  - Samohýl Škoda Team (Jakeš a Březík)
  - Kontakt Škoda Team (Cvrček)
  - Autokomplex Menčík Škoda Rally team (Tomek)
  - Louda Auto Škoda Racing Team (Černý)
  - ACA Škoda Vančík Motorsport (Stříteský)
- Z kalendáře mizí ValMez Rally a Rally Klatovy
- Do kalendáře se vrací Valašská rally, Rally Český Krumlov, Rally Hustopeče a Barum Rally

## Týmy a jezdci
| Výrobce    | Vůz                      | Tým                                   | Jezdec                     | Spolujezdec                      | Rallye    |
| ---------- | ------------------------ | ------------------------------------- | -------------------------- | -------------------------------- | --------- |
| Abarth     | Abarth 124 Rally RGT     | Agrotec Autoklub v AČR                | Martin Rada                | Jaroslav Jugas                   | 1-6       |
| Alpine     | Alpine A110 Rally RGT    | Invelt                                | François Delecour          | Sabrina de Castelli              | 6         |
| Citroën    | Citroën C3 Rally2        | BTH Import Stal Rally Team            | Lukasz Kotarba             | Tomasz Kotarba                   | 1         |
| Ford       | Ford Focus RS WRC '06    | EuroOil Team                          | Václav Pech                | Petr Uhel                        | Vše       |
| Ford       | Ford Fiesta Rally2       | Yacco ACCR Team                       | Erik Cais                  | Jindřiška Žáková                 | 1, 5      |
| Ford       | Ford Fiesta Rally2       | Kurka Tomáš                           | Tomáš Kurka                | Kateřina Janovská                | 5         |
| Ford       | Ford Fiesta Proto        | JP Motorsport                         | Jaroslav Pešl              | Radek Juřica                     | 2         |
| Ford       | Ford Fiesta Proto        | Pertlíček Jiří                        | Jiří Pertlíček ml.         | Radim Orava                      | 2-3       |
| Ford       | Ford Fiesta Proto        | Race Rent Austria Team                | Rudolf Leitner             | Michael Kiesenhofer              | 7         |
| Ford       | Ford Fiesta R5           | Orion Racing TEAM - SHIVA KTM         | Ondřej Šimek               | Vítězslav Baďura                 | 1-4, 6    |
| Ford       | Ford Fiesta R5           | Trněný Karel                          | Karel Trněný               | Václav Pritzl                    | 1-3, 6    |
| Ford       | Ford Fiesta R5           | Kicker Racing                         | Václav Kopáček             | Barbora Rendlová                 | 5         |
| Hyundai    | Hyundai i20 R5           | Hyundai Czech Kowax Racing            | Martin Vlček               | Karolína Jugasová                | 1-4       |
| Hyundai    | Hyundai i20 R5           | Hyundai Czech Kowax Racing            | Petr Trnovec               | Miroslav Staněk                  | 1, 5      |
| Hyundai    | Hyundai i20 R5           | Hyundai Czech Kowax Racing            | Jiří Pohlídal ml.          | Jan Kubala                       | 1         |
| Hyundai    | Hyundai i20 R5           | VH Racing                             | Vladimír Hanuš             | Jakub Navrátil                   | 1, 3      |
| Hyundai    | Hyundai i20 R5           | Bisaha Ondřej                         | Ondřej Bisaha              | Karel Voltner                    | 5         |
| Hyundai    | Hyundai i20 Rally2       | Hyundai Czech Kowax Racing            | Martin Vlček               | Karolína Jugasová                | 5         |
| Mazda      | Mazda 2 Proto            | Stockinger Markus                     | Markus Stockinger          | Johan Rainer Moser               | 7         |
| Mitsubishi | Mitsubishi Mirage Proto  | ProtocarsCZ                           | Petr Poulík                | Jaroslav Novák                   | 1         |
| Mitsubishi | Mitsubishi Mirage Proto  | ProtocarsCZ                           | Viktor Szabó               | Vladimír Tichý                   | 2         |
| Mitsubishi | Mitsubishi Mirage Proto  | ProtocarsCZ                           | Libor Horák                | Ivan Fryč                        | 2, 4-5    |
| Mitsubishi | Mitsubishi Lancer Evo IX | Rally Klub Paseky                     | Pavel Ševčík               | Luděk Vajdák                     | 1, 3, 5   |
| Mitsubishi | Mitsubishi Lancer Evo IX | Auto Kožmín                           | Martin Šikl                | Petr Vilímek                     | 2-7       |
| Mitsubishi | Mitsubishi Lancer Evo IX | Klub Fox Racing Team v AČR            | Marcel Tuček               | Petr Dufek                       | 2-6       |
| Mitsubishi | Mitsubishi Lancer Evo IX | Savruk Michal                         | Michal Savruk              | Štěpán Palivec                   | 2-3       |
| Mitsubishi | Mitsubishi Lancer Evo IX | Ovčarič Vladimír                      | Vladimír Ovčarič           | Eva Čiháková                     | 2         |
| Mitsubishi | Mitsubishi Lancer Evo IX | Barvík Vladimír                       | Vladimír Barvík            | Martin Jonášek                   | 5         |
| Mitsubishi | Mitsubishi Lancer Evo IX | Čapka Jakub                           | Jakub Čapka                | Tomáš Kocour                     | 5         |
| Mitsubishi | Mitsubishi Lancer Evo IX | L Racing                              | Miloslav Majerčák          | Andrej Kacvinský                 | 5         |
| Mitsubishi | Mitsubishi Lancer Evo IX | Deštrukprojekt Racing                 | Lukáš Lapdavský            | Julius Lapdavský                 | 5         |
| Mitsubishi | Mitsubishi Lancer Evo IX | Sýkora Racing                         | Jan Sýkora                 | Štěpán Palivec                   | 6         |
| Mitsubishi | Mitsubishi Lancer Evo VI | AMK Pačejov                           | Matouš Voldřich            | Tomáš Brůžek                     | 6-7       |
| Mitsubishi | Mitsubishi Lancer Evo X  | Gassner Motorsport                    | Hermann Gaßner sr.         | Lena Öttl                        | 7         |
| Porsche    | Porsche 997 GT3          | Nešetřil Petr                         | Petr Nešetřil              | Jiří Černoch                     | Vše       |
| Porsche    | Porsche 997 GT3          | Motor Team Macek                      | Karel Macek                | Lucie Vondřičková                | 1-2, 4, 6 |
| Porsche    | Porsche 997 GT3          | Invelt Team                           | Jiří Jírovec               | Josef Král                       | 2, 5      |
| Porsche    | Porsche 997 GT3          | Nera Hořovice                         | Radoslav Nešpor            | Martin Neoral                    | 6         |
| Subaru     | Subaru Impreza STi       | Pokorná Sandra                        | Sandra Pokorná             | Jiří Skořepa                     | 2         |
| Subaru     | Subaru Impreza STi       | Aiteq Racing                          | Martin Lošťák              | Jiří Wimmer                      | 2-4, 7    |
| Subaru     | Subaru Impreza STi       | Krejčík Jaroslav                      | Jaroslav Krejčík           | Alena Krejčíková                 | 6         |
| Škoda      | Škoda Fabia Rally2 Evo   | Agrotec Autoklub v AČR                | Jan Kopecký                | Jan Hloušek                      | 1-3, 5-7  |
| Škoda      | Škoda Fabia Rally2 Evo   | Louda Auto Škoda Racing Team          | Jan Černý                  | Jan Hloušek                      | 1-4, 6-7  |
| Škoda      | Škoda Fabia Rally2 Evo   | Laureta Auto Škoda Team               | Filip Mareš                | Radovan Bucha                    | 1-6       |
| Škoda      | Škoda Fabia Rally2 Evo   | TRT Technology                        | Roman Odložilík            | Martin Tureček                   | 1-4, 6    |
| Škoda      | Škoda Fabia Rally2 Evo   | TRT Technology                        | Martin Koči                | Martin Tureček                   | 5         |
| Škoda      | Škoda Fabia Rally2 Evo   | AR Racing                             | Robert Adolf               | Petr Novák                       | 1-3       |
| Škoda      | Škoda Fabia Rally2 Evo   | BRR Baumschlager Rallye & Racing Team | Albert von Thurn und Taxis | Bernhard Ettel                   | 1-2, 5, 7 |
| Škoda      | Škoda Fabia Rally2 Evo   | Glortex Racing                        | Roman Popovič              | Rudolf Kouřil                    | 2         |
| Škoda      | Škoda Fabia Rally2 Evo   | Škoda Motorsport                      | Jan Kopecký                | Jan Hloušek                      | 4         |
| Škoda      | Škoda Fabia Rally2 Evo   | Škoda Motorsport                      | Dominik Stříteský          | Jiří Hovorka                     | 4         |
| Škoda      | Škoda Fabia Rally2 Evo   | Škoda Motorsport                      | Marco Bulacia Wilkinson    | Marcelo Der Ohannesian           | 4         |
| Škoda      | Škoda Fabia Rally2 Evo   | Kresta Racing                         | Tomáš Kostka               | Ladislav Kučera                  | 5         |
| Škoda      | Škoda Fabia Rally2 Evo   | Rallytechnology                       | Antonín Tlusťák            | Michal Večerka                   | 5         |
| Škoda      | Škoda Fabia R5           | Samohýl Škoda Team                    | Miroslav Jakeš             | Petr Machů                       | Vše       |
| Škoda      | Škoda Fabia R5           | Samohýl Škoda Team                    | Adam Březík                | Ondřej Krajča                    | Vše       |
| Škoda      | Škoda Fabia R5           | Korno Motorsport                      | Karel Trojan               | Michal Ernst                     | 1-4, 6-7  |
| Škoda      | Škoda Fabia R5           | Kontakt Škoda Team                    | Věroslav Cvrček ml.        | Tomáš Prokorát                   | Vše       |
| Škoda      | Škoda Fabia R5           | Autokomplex Menčík Škoda Rally team   | David Tomek                | Marek Zeman                      | Vše       |
| Škoda      | Škoda Fabia R5           | ACA Škoda Vančík Motorsport           | Dominik Stříteský          | Danny Persein Jiří Hovorka (2-5) | 1-3, 5-7  |
| Škoda      | Škoda Fabia R5           | Pokorný Zdeněk                        | Zdeněk Pokorný             | Richard Lasevič                  | 2, 4, 6   |
| Škoda      | Škoda Fabia R5           | Štochl Engineering & Consulting       | Karel Štochl               | Milan Klička                     | 2-4, 6-7  |
| Škoda      | Škoda Fabia R5           | VD Rally team klub v AČR              | Vlastimil Dědic ml.        | Tomáš Plachý                     | 2, 4      |
| Škoda      | Škoda Fabia R5           | VD Rally team klub v AČR              | Štěpán Zabloudil           | Daniel Vodička                   | 3         |
| Škoda      | Škoda Fabia R5           | Duck Racing                           | Petr Kačírek               | Petra Řiháková                   | 3-4, 6    |
| Škoda      | Škoda Fabia R5           | Duck Racing                           | Jan Talaš ml.              | Tomáš Šmíd                       | 5         |
| Škoda      | Škoda Fabia R5           | Savruk Michal                         | Michal Savruk              | Štěpán Palivec                   | 4         |
| Škoda      | Škoda Fabia R5           | Rufa Sport                            | Petr Semerád               | Danny Persein                    | 4-5       |
| Škoda      | Škoda Fabia R5           | Rentor Racing                         | Marek Vlček                | Tomáš Plachý                     | 4-7       |
| Škoda      | Škoda Fabia R5           | Mika Pavel                            | Pavel Mika                 | Radim Strnad                     | 5         |
| Škoda      | Škoda Fabia R5           | Szabó Viktor                          | Viktor Szabó               | Vladimír Tichý                   | 6         |
| Škoda      | Škoda Fabia S2000        | Pondělíček Lukáš                      | Lukáš Pondělíček           | Jiří Hovorka                     | 1         |
| Škoda      | Škoda Fabia S2000        | Fritz Stefan                          | Stefan Fritz               | Gerald Winter                    | 4         |
| Toyota     | Toyota Corolla WRC       | Invelt                                | Jiří Jírovec               | Josef Král                       | 6         |
| Volkswagen | Volkswagen Polo GTI R5   | Sport Racing Technologies             | Nikolaj Grjazin            | Konstantin Aleksandrov           | 1         |
| Volkswagen | Volkswagen Polo GTI R5   | BRR Baumschlager Rallye & Racing Team | Albert von Thurn und Taxis | Bernhard Ettel                   | 4         |

## Výsledky a pořadí
| Poř. | Rallye                                    | Shakedown                              | Vítěz závodu                     | Vůz                                           | Čas                 |
| ---- | ----------------------------------------- | -------------------------------------- | -------------------------------- | --------------------------------------------- | ------------------- |
| 1.   | 39. Koway Valašská rally ValMez 2021      | Nikolaj Grjazin (NC) Jan Kopecký       | Nikolaj Grjazin (NC) Jan Kopecký | Volkswagen Polo GTI R5 Škoda Fabia Rally2 evo | 1:15:03,3 1:15:49,7 |
| 2.   | 55. Rallye Šumava Klatovy 2021            | Filip Mareš                            | Jan Kopecký                      | Škoda Fabia Rally2 evo                        | 1:21:18,8           |
| 3.   | 16. Agrotec Petronas Rally Hustopeče 2021 | ??                                     | Václav Pech                      | Ford Focus RS WRC 06                          | 1:16:54,0           |
| 4.   | 48. Rally Bohemia 2021                    | Petr Semerád                           | Jan Kopecký                      | Škoda Fabia Rally2 evo                        | 1:27:15,1           |
| 5.   | 50. Barum Czech Rally Zlín 2021           | Andreas Mikkelsen (NC) Erik Cais (MČR) | Jan Kopecký                      | Škoda Fabia Rally2 evo                        | 2:00:07,2           |
| 6.   | 42. Invelt Rally Pačejov 2021             | Jan Kopecký                            | Jan Kopecký                      | Škoda Fabia Rally2 evo                        | 1:15:00,8           |
| 7.   | 48. Rallye Český Krumlov 2021             | Jan Kopecký                            | Václav Pech                      | Ford Focus RS WRC 06                          | 1:16:55,8           |